# Transaxle

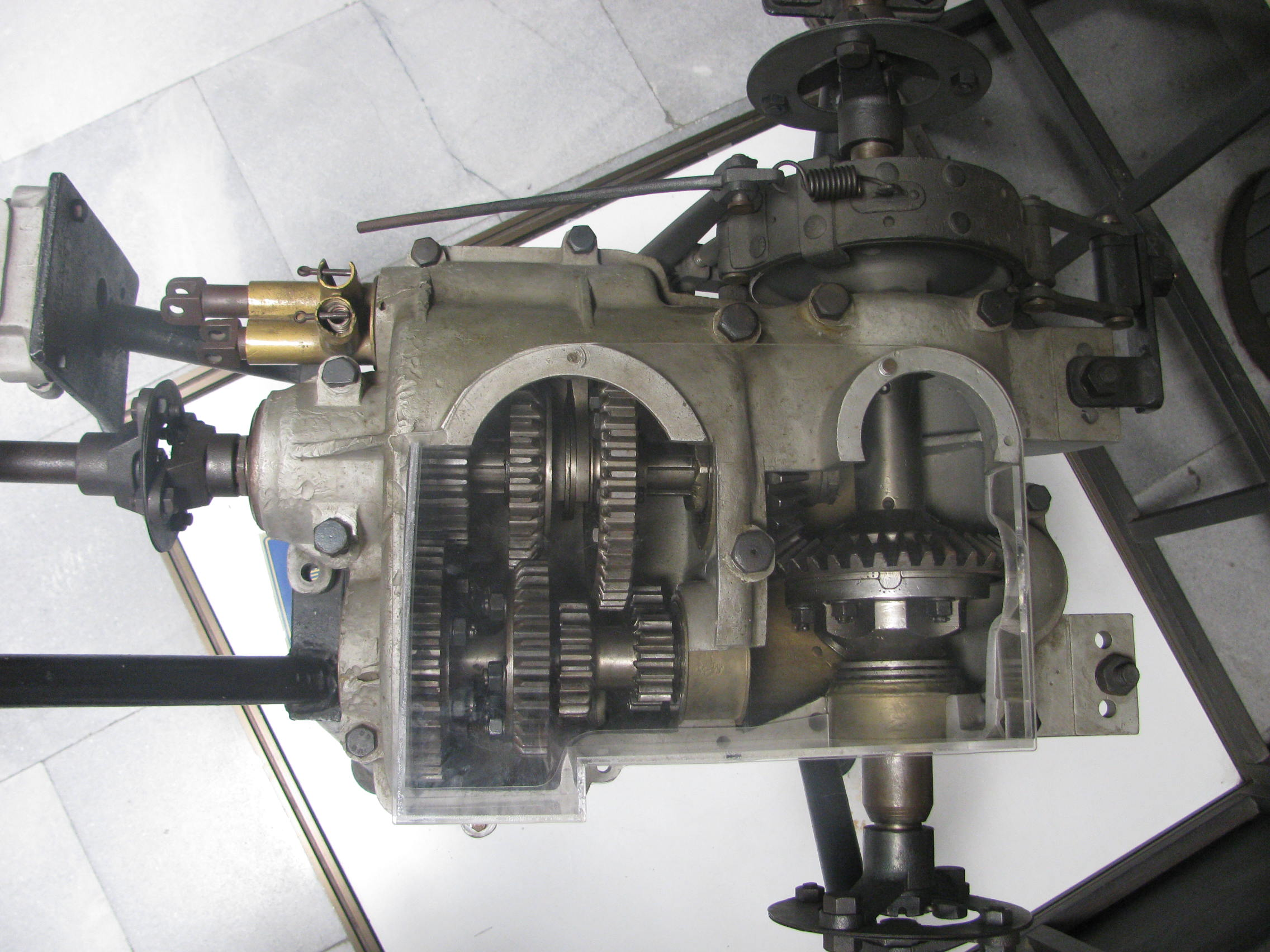
Převodovka v bloku s rozvodovkou u zadní nápravy

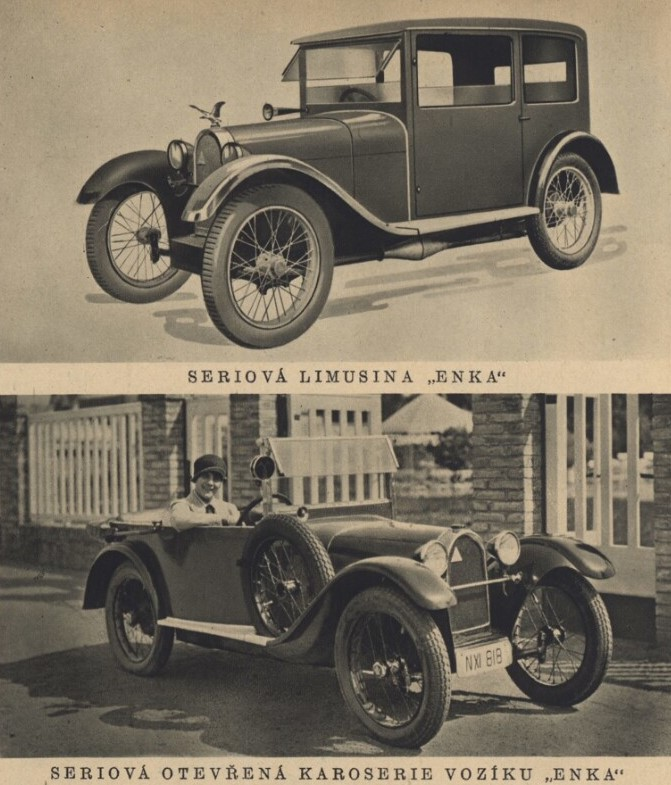
Automobil ENKA, 1929

Transaxle je koncepce automobilu s tuhou rourou spojující motor (a spojku) v přední části vozu s převodovkou umístěnou vzadu. Tím se odlišuje od tzv. klasické koncepce, kdy je převodovka umístěná vpředu u bloku motoru a na zadní nápravě je jen rozvodovka. Systém transaxle se obvykle používá kvůli lepšímu rozvržení hmotnosti a bývá tedy obvyklý u sportovních vozů. Další výhodou je, že se hřídel otáčí stejnou rychlostí jako motor a je zatěžována pouze momentem síly, který na něj přenáší motor. Ten je menší než na výstupu z převodovky. Nevýhodou je složitější řešení řazení a prostorová náročnost.
Průkopníkem této koncepce byl československý automobil Enka z roku 1927 (firma F. Kolanda a spol. z Prahy) a jeho nástupci Aero 500, 662, 1000 a Škoda Popular z roku 1934. V roce 1935 jej následoval i vůz Škoda Rapid. V zahraničí to byla až Lancia Aurelia v roce 1950. Z dalších známých zahraničních vozů to byly například:
- 1957–1970 Lancia Flaminia
- 1964–1968 Ferrari 275 GTB
- 1968–1973 Ferrari Daytona
- 1972–1987 Alfa Romeo Alfetta
- 1976–1988 Porsche 924
- 1976–1991 Volvo 340/360
- 1977–1985 Alfa Romeo Giulietta
- 1978–1995 Porsche 928
- 1982–1995 Porsche 944 a Porsche 968
- 1984–1987 Alfa Romeo 90
- 1985–1992 Alfa Romeo 75
- 1992–2003 Ferrari 456
- 1997-dodnes Chevrolet Corvette
- 2003-dodnes Aston Martin DB9
- 2004-dodnes Maserati Quattroporte
- 2008-dodnes Nissan GT-R
- 2010-dodnes Mercedes-Benz SLS AMG

a řada dalších.